# Via Salaria Picena

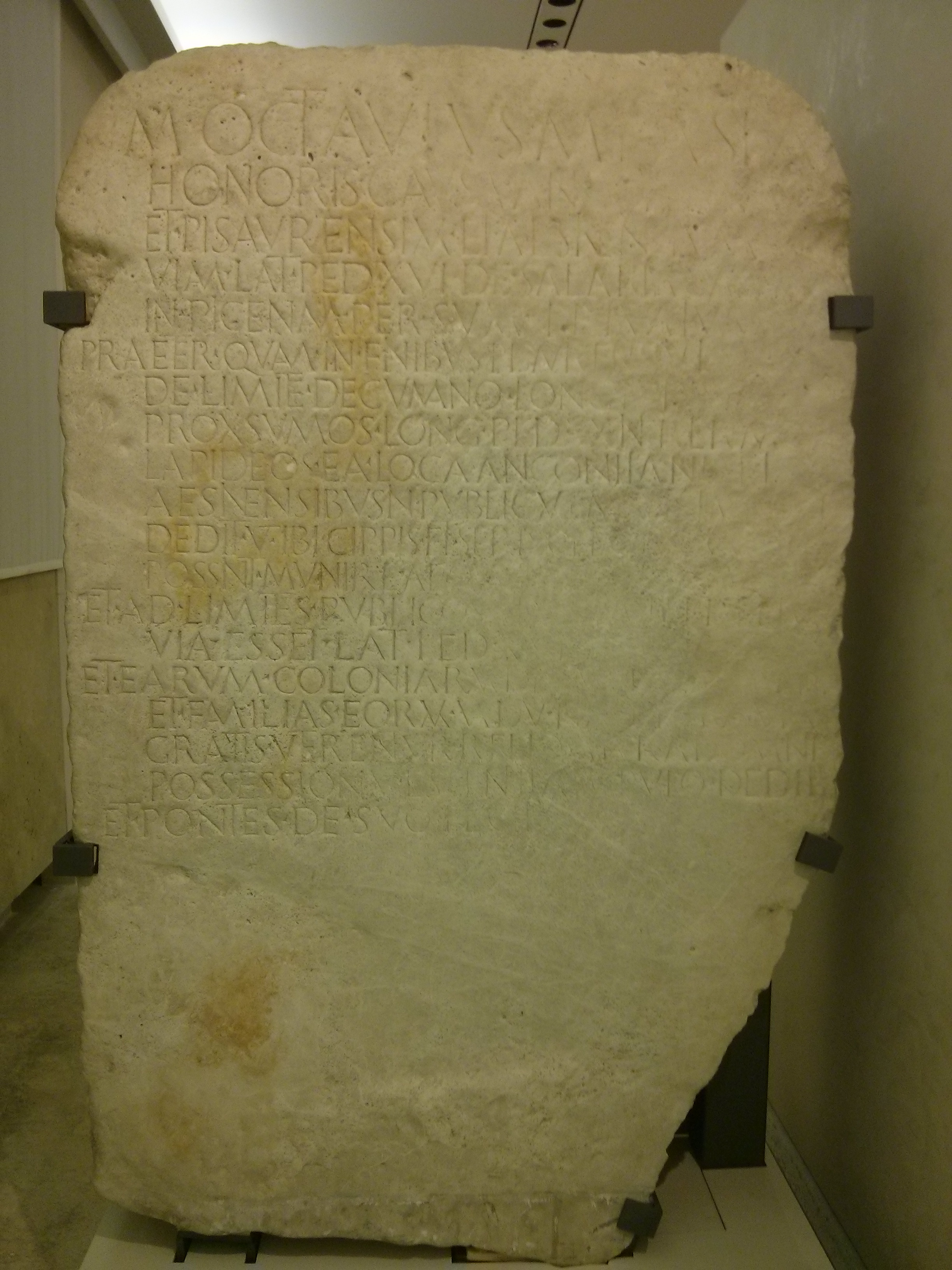
Lapis Aesinensis

La via Salaria Picena era una strada romana del Piceno che, seguendo la costa del mare Adriatico, collegava la via Flaminia (all'altezza di Fanum Fortunae, l'odierna Fano) con la via Salaria (all'altezza di Castrum Truentinum, l'odierna Martinsicuro).
Parzialmente il percorso coincide con l'attuale strada statale 16 Adriatica.

## Storia
La via è citata nel Lapis Aesinensis, cippo iscritto rinvenuto in Località La Chiusa di Agugliano, tra Jesi ed Ancona, e datato tra il 31 e l'1 a.C.; in esso si riferisce che un certo Marco Ottavio Asiatico costruì una via di raccordo fra la via Salaria Gallica e la via Salaria Picena.

## Descrizione
La via Salaria Picena era una strada costiera che collegava le città di Fanum Fortunae e Castrum Truentinum, cioè i luoghi dove le vie Flaminia e Salaria raggiungevano l'Adriatico.
Nel suo percorso ricostruibile dalle fonti itinerarie, partendo da Fanum Fortunae, la via attraversava Ad Pirum Filumeni, Sena Gallica (Senigallia), Ad Sextias (località non identificata, ma da collocarsi probabilmente poco a nord della foce dell'Esino), Ancona, Numana, Potentia (Potenza Picena), Sacrata, Cluana (Civitanova Marche), Castellum Firmanorum (Porto San Giorgio), Cupra Maritima (Cupra Marittima), per innestarsi nella Salaria a Castrum Truentinum.
In generale il percorso era pianeggiante, ma in alcuni tratti doveva scavalcare le prime propaggini collinari. La via costituiva l'asse principale di molti dei centri abitati attraversati.